# Jaipur
Jaipur (/ˈdʒaɪpʊər/ ⓘ) là thủ phủ và thành phố lớn nhất của bang Rajasthan tại miền Tây Ấn Độ. Tính đến năm 2011, thành phố có dân số 3,1 triệu người, khiến nó trở thành thành phố đông dân thứ mười tại Ấn Độ. Jaipur được mệnh danh là Thành phố Hồng do sự phối màu của những tòa nhà chủ yếu là màu hồng. Thành phố nằm cách thủ đô New Delhi 268 km (167 dặm)
Nó được thành lập vào năm 1727 bởi Rajput Jai Singh II, người thống trị Amer, và là người mà từ đó thành phố được lấy tên. Đây là một trong những thành phố được quy hoạch sớm nhất của Ấn Độ hiện đại, được thiết kế bởi Vidyadhar Bhattacharya. Trong thời kỳ thuộc địa Anh, thành phố này từng là thủ phủ của bang Jaipur. Sau khi giành được độc lập vào năm 1947, Jaipur đã trở thành thủ phủ của bang Rajasthan mới được thành lập.
Jaipur là một điểm du lịch nổi tiếng của Ấn Độ và là một phần của "mạch" du lịch phía tây Tam giác Vàng của Ấn Độ cùng Agra (240 km, 149 mi) và Delhi. Tại đây có hai Di sản thế giới được UNESCO công nhận là Jantar Mantar và Pháo đài Amer. Nó cũng đóng vai trò là cửa ngõ đến các điểm du lịch khác ở Rajasthan như Jodhpur (348 km, 216 mi), Jaisalmer (571 km, 355 mi), Udaipur (421 km, 262 mi), Kota (252 km, 157 mi) và Mount Abu (520 km, 323 mi). Jaipur nằm cách Shimla 616 km.
Ngày 6 tháng 7 năm 2019, UNESCO đã công nhận Jaipur "Thành phố Hồng" trở thành Di sản thế giới.

## Lịch sử
Thành phố Jaipur được thành lập vào năm 1727 bởi Jai Singh II, vua của Amer, người trị vì từ 1699 đến 1743. Ông dự định chuyển thủ đô của mình từ Amer, cách 11 kilômét (7 mi) đến Jaipur để phù hợp với việc dân số ngày càng tăng và sự khan hiếm nước ngày trở lên cấp bách. Jai Singh đã tham khảo một số cuốn sách về kiến trúc và kiến trúc sư khi lập kế hoạch bố trí xây dựng Jaipur. Dưới sự hướng dẫn của kiến trúc sư Vidyadhar Bhattacharya, Jaipur được quy hoạch dựa trên các nguyên tắc của Vastu shastra (khoa học và kiến trúc) và Shilpa Shastras (nghệ thuật và thủ công). Việc xây dựng thành phố bắt đầu vào năm 1726 và mất bốn năm để hoàn thành các trục đường chính, văn phòng và cung điện. Thành phố được chia thành chín khối, hai trong số đó chứa các tòa nhà và cung điện của đất nước, bảy khối còn lại được giao cho công chúng. Những thành lũy khổng lồ được xây dựng, được thông ra ngoài bởi bảy cánh cổng kiên cố.
Dưới thời cai trị của Ram Singh II, thành phố được khoác lên mình màu hồng để chào đón vương thất Albert Edward, Hoàng tử xứ Wales, người sau này trở thành vua Edward VII, hoàng đế của Ấn Độ vào năm 1876. Nhiều đại lộ vẫn được sơn màu hồng, tạo cho Jaipur một diện mạo đặc biệt và là Thành phố Hồng thu nhỏ.
Trong thế kỷ 19, thành phố phát triển nhanh chóng và đến năm 1900, dân số có nó đã là 160.000 người. Các đại lộ rộng rãi được lát đá, các ngành công nghiệp chính của nó là sản xuất kim loại và đá cẩm thạch. Một trường nghệ thuật được thành lập năm 1868. Thành phố có ba trường cao đẳng, bao gồm một trường cao đẳng tiếng Phạn và một trường nữ sinh mở cửa dưới triều đại của Maharaja Ram Singh II.
Các khu vực rộng lớn của thành phố bao gồm cả sân bay bị ngập lụt vào tháng 8 năm 1981, khiến 80 người thiệt mạng và nhiều thiệt hại khác. Lũ lụt là do lượng mưa lớn trong ba ngày, nhiều hơn mức trung bình hàng năm khiến hệ thống thoát nước của thành phố không xả kịp.

## Khí hậu
Khí hậu Jaipur nằm ở ranh giới giữa khí hậu hoang mạc nóng và khí hậu bán hoang mạc nóng theo phân loại khí hậu Köppen "BWh/BSh", nhận hơn 650 milimét (26 in) mưa hàng nằm, nhưng chủ yếu chỉ vào ba tháng gió mùa (tháng 7-9). Nhiệt độ tương đối cao vào những tháng hè (tháng 4-đầu tháng 7) với nhiệt độ trung bình ngày 30 °C (86 °F). Khi gió mùa thổi tới, mưa lớn và sấm thường xảy ra, nhưng lũ thì hiếm. Các tháng mùa đông (tháng 11-2), thời tiết dịu hơn, với nhiệt độ trung bình từ 10–15 °C (50–59 °F) với độ ẩm rất thấp và gió lạnh thổi.
| Dữ liệu khí hậu của Jaipur (sân bay Jaipur) | Dữ liệu khí hậu của Jaipur (sân bay Jaipur) | Dữ liệu khí hậu của Jaipur (sân bay Jaipur) | Dữ liệu khí hậu của Jaipur (sân bay Jaipur) | Dữ liệu khí hậu của Jaipur (sân bay Jaipur) | Dữ liệu khí hậu của Jaipur (sân bay Jaipur) | Dữ liệu khí hậu của Jaipur (sân bay Jaipur) | Dữ liệu khí hậu của Jaipur (sân bay Jaipur) | Dữ liệu khí hậu của Jaipur (sân bay Jaipur) | Dữ liệu khí hậu của Jaipur (sân bay Jaipur) | Dữ liệu khí hậu của Jaipur (sân bay Jaipur) | Dữ liệu khí hậu của Jaipur (sân bay Jaipur) | Dữ liệu khí hậu của Jaipur (sân bay Jaipur) | Dữ liệu khí hậu của Jaipur (sân bay Jaipur) |
| Tháng                                       | 1                                           | 2                                           | 3                                           | 4                                           | 5                                           | 6                                           | 7                                           | 8                                           | 9                                           | 10                                          | 11                                          | 12                                          | Năm                                         |
| ------------------------------------------- | ------------------------------------------- | ------------------------------------------- | ------------------------------------------- | ------------------------------------------- | ------------------------------------------- | ------------------------------------------- | ------------------------------------------- | ------------------------------------------- | ------------------------------------------- | ------------------------------------------- | ------------------------------------------- | ------------------------------------------- | ------------------------------------------- |
| Cao kỉ lục °C (°F)                          | 31.7 (89.1)                                 | 36.7 (98.1)                                 | 42.8 (109.0)                                | 44.9 (112.8)                                | 48.5 (119.3)                                | 47.2 (117.0)                                | 46.7 (116.1)                                | 41.7 (107.1)                                | 41.7 (107.1)                                | 40.0 (104.0)                                | 36.1 (97.0)                                 | 31.3 (88.3)                                 | 48.5 (119.3)                                |
| Trung bình ngày tối đa °C (°F)              | 22.4 (72.3)                                 | 25.0 (77.0)                                 | 31.0 (87.8)                                 | 37.1 (98.8)                                 | 40.3 (104.5)                                | 39.3 (102.7)                                | 34.1 (93.4)                                 | 32.4 (90.3)                                 | 33.8 (92.8)                                 | 33.6 (92.5)                                 | 29.2 (84.6)                                 | 24.4 (75.9)                                 | 31.9 (89.4)                                 |
| Tối thiểu trung bình ngày °C (°F)           | 8.4 (47.1)                                  | 10.8 (51.4)                                 | 16.0 (60.8)                                 | 21.8 (71.2)                                 | 25.9 (78.6)                                 | 27.4 (81.3)                                 | 25.8 (78.4)                                 | 24.7 (76.5)                                 | 23.2 (73.8)                                 | 19.4 (66.9)                                 | 13.8 (56.8)                                 | 9.2 (48.6)                                  | 18.8 (65.8)                                 |
| Thấp kỉ lục °C (°F)                         | −2.2 (28.0)                                 | −2.2 (28.0)                                 | 3.3 (37.9)                                  | 9.4 (48.9)                                  | 15.6 (60.1)                                 | 19.1 (66.4)                                 | 20.6 (69.1)                                 | 18.9 (66.0)                                 | 15.0 (59.0)                                 | 11.1 (52.0)                                 | 3.3 (37.9)                                  | 0.0 (32.0)                                  | −2.2 (28.0)                                 |
| Lượng Giáng thủy trung bình mm (inches)     | 7.0 (0.28)                                  | 10.6 (0.42)                                 | 3.1 (0.12)                                  | 4.9 (0.19)                                  | 17.9 (0.70)                                 | 63.4 (2.50)                                 | 223.3 (8.79)                                | 205.9 (8.11)                                | 66.3 (2.61)                                 | 25.0 (0.98)                                 | 3.9 (0.15)                                  | 4.2 (0.17)                                  | 635.4 (25.02)                               |
| Số ngày mưa trung bình                      | 0.6                                         | 1.0                                         | 0.4                                         | 0.7                                         | 1.4                                         | 3.9                                         | 11.2                                        | 10.0                                        | 3.8                                         | 1.3                                         | 0.4                                         | 0.4                                         | 35.2                                        |
| Nguồn: Cục khí tượng Ấn Độ                  |                                             |                                             |                                             |                                             |                                             |                                             |                                             |                                             |                                             |                                             |                                             |                                             |                                             |